# Mézel
Mézel (provansalsko Mèseu) je naselje in občina v jugovzhodnem francoskem departmaju Alpes-de-Haute-Provence regije Provansa-Alpe-Azurna obala. Leta 2005 je naselje imelo 632 prebivalcev.

## Geografija
Kraj leži v pokrajini Visoki Provansi ob reki Asse, 14 km južno od Digne-les-Bainsa.

## Administracija
Mézel je sedež istoimenskega kantona, v katerega so poleg njegove vključene še občine Beynes, Bras-d'Asse, Châteauredon, Estoublon, Majastres, Saint-Jeannet in Saint-Julien-d'Asse s 1.908 prebivalci.
Kanton je sestavni del okrožja Digne-les-Bains.